# Corion
Quizás esté buscando: Corion (huevo de insecto)

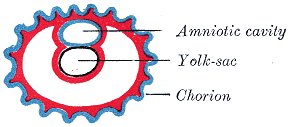
Diagrama del embrión humano.

El corion es una envoltura externa que recubre el embrión de la mayoría de los mamíferos y que colabora en la formación de la placenta. Es una membrana concéntrica al amnios, que lo envuelve, así como a las demás membranas fetales.
Junto con los vasos alantoideos, forma el alantocorion, que en las aves y reptiles participa en el intercambio respiratorio y en la absorción de calcio de la cáscara al final de la incubación del huevo.
Las vellosidades coriónicas emergen del corion, invaden al endometrio y permiten el intercambio de nutrientes entre la madre y el feto.

## Capas
El corion consiste en dos capas, una capa externa formada por el ectodermo primitivo o trofoblasto y una capa interna formada por el mesodermo somático en contacto con el amnios. El trofoblasto está compuesto por células internas, cúbicas o prismáticas llamadas citotrofoblasto o capa de Langhans y una capa de células ricamente nucleadas con un citoplasma continuo llamada sincitiotrofoblasto.

## Desarrollo
El corion prolifera rápidamente y forma una cantidad de proyecciones llamadas vellosidades coriónicas, los cuales invaden y destruyen la decidua uterina y al mismo tiempo absorben sustancias nutritivas para el crecimiento fetal. Las vellosidades coriónicas son pequeñas y no vasculares en un principio y consisten exclusivamente de trofoblasto, pero con el tiempo aumentan de tamaño y se ramifican. Por su parte, el mesodermo, que conlleva las ramas de la vasculatura umbilical, crecen dentro de las vellosidades coriónicas y por ese medio son vascularizadas.
La sangre llega a las vellosidades vía las ramas de las arterias umbilicales y, luego de circular por los capilares de las vellosidades, es regresada al embrión por medio de la vena umbilical. Hasta el final del segundo mes del embarazo, las vellosidades son uniformes en tamaño, después de lo cual crecen distintamente.

## Imágenes adicionales

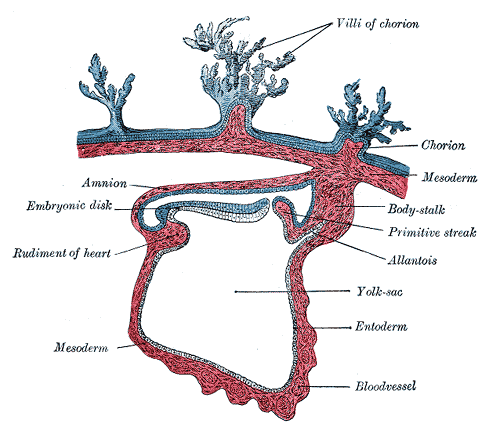
Sección sagital a través del embrión.
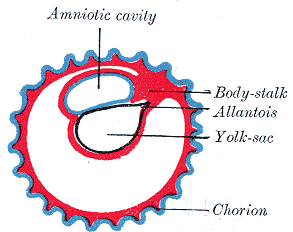
Diagrama que ilustra la formación temprana de la diferenciación del saco vitelino.
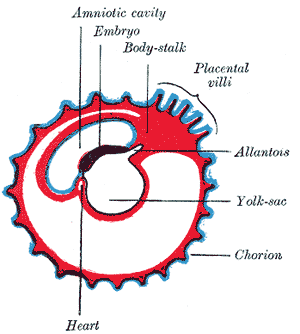
Diagrama que muestra las etapas tardías del desarrollo del saco vitelino.
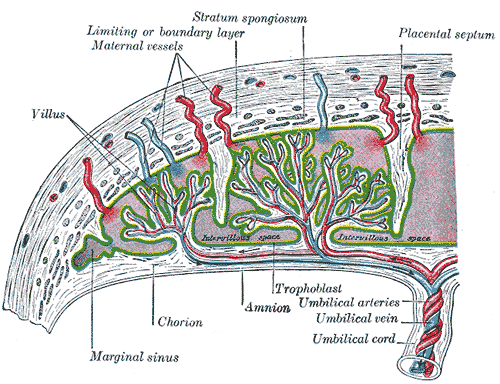
Esquema de la circulación placentaria.

- Datos: Q22328086
- Multimedia: Chorion / Q22328086